# Honour Finley
Honour Finley (* 11. August 1999 in Bloomington, Minnesota) ist eine US-amerikanische Leichtathletin, die sich auf den Sprint spezialisiert hat.

## Sportliche Laufbahn
Honour Finley wuchs in Minnesota auf und studierte ab 2017 an der University of Kansas. Erste internationale Erfahrungen sammelte sie im Jahr 2023, als er bei den Panamerikanischen Spielen in Santiago de Chile mit der US-amerikanischen Mixed-Staffel über 4-mal 400 Meter in 3:19,41 min gemeinsam mit Demarius Smith, Richard Kuykendoll und Jada Griffin die Bronzemedaille hinter den Teams aus der Dominikanischen Republik und Brasilien gewann. Zudem belegte sie mit der Frauenstaffel in 3:35,91 min den fünften Platz.

## Persönliche Bestzeiten
- 400 Meter: 52,70 s, 12. Mai 2019 in Norman
  - 400 Meter (Halle): 52,27 s, 27. Februar 2021 in Lubbock